# Stephen Ladyman
Stephen John Ladyman (né le 6 novembre 1952) est un homme politique du parti travailliste britannique qui est député de South Thanet de 1997 à 2010.

## Jeunesse
Il fréquente le Birkenhead Institute Grammar School for Boys (devenu le Birkenhead Institute High School puis fermé en août 1993) sur Tollemache Road à Claughton, avant d'étudier à Liverpool Polytechnic où il obtient un BSc en biologie appliquée.
Il effectue des stages à la station expérimentale de Rothamsted à Harpenden et au ministère de l'Agriculture, des Pêcheries et de l'Alimentation à Liverpool, avant d'étudier pour un doctorat décerné par l'Université de Strathclyde.
Il travaille comme chercheur scientifique pour l'unité de radiobiologie du Medical Research Council (MRC) à Harwell dans l'Oxfordshire de 1979 à 1985, où il étudie l'élimination des radionucléides des tissus pulmonaires, avant de devenir chef de l'informatique pour le Mathilda and Terence Kennedy Institute of Rheumatology à Charing Cross (maintenant propriété de l'Imperial College) de 1985 à 1990. De 1990 à 1991, il est consultant informatique chez Pfizer Central Research à Sandwich, au sud de Thanet, où le Viagra est découvert, conseillant des chercheurs scientifiques sur la conception de systèmes informatiques, avant de travailler en tant que responsable du support aux utilisateurs informatiques jusqu'en 1997.

## Carrière politique
Il se présente dans la circonscription de Wantage en juin 1987, à l'âge de 34 ans. De 1995 à 1999, Ladyman est conseiller de Thanet et est nommé responsable des finances du conseil du district de Thanet. Il est élu au Parlement aux élections générales de 1997 au Royaume-Uni, battant Jonathan Aitken. Il est ministre subalterne au ministère de la Santé de juin 2003 à mai 2005, date à laquelle il est nommé ministre d'État aux Transports après avoir conservé de peu son siège aux élections générales de 2005 avec une majorité de 664 voix. Aux élections générales du 6 mai 2010, Ladyman se présente comme candidat du Parti travailliste pour Thanet Sud, mais il est battu par la candidate conservatrice Laura Sandys qui prend le siège avec une majorité de plus de 7 600 voix.
Il est nommé président du Somerset Partnership NHS Foundation Trust en janvier 2013 .

## Top Gear
Alors qu'il est ministre des Transports, Ladyman est apparu sur l'émission de télévision Top Gear en 2005 pour discuter des radars avec Jeremy Clarkson. Il s'est révélé être un fan de voitures et admet avoir reçu plusieurs amendes pour excès de vitesse et un total de neuf points de pénalité. Le ministre fait preuve d'une passion pour les voitures rapides, notamment en ayant possédé une Alfa Romeo et en affichant un temps au tour dans la «voiture à prix raisonnable» vers le haut du classement. Il établit un temps de 1: 48,8, plus rapide que le temps de Clarkson de 1:50 .
Après que le présentateur Richard Hammond ait été grièvement blessé dans un accident à grande vitesse en 2006, Ladyman exprime son soutien au programme. Il nie que Top Gear encourageait la conduite dangereuse, au lieu de cela "ils célèbrent la grande ingénierie et, oui, ils célèbrent les voitures rapides ... mais, également, ils m'ont fait participer au programme pour diffuser des messages sur la sécurité routière. Les gens ne prennent pas la route et ne dépassent pas la limite de vitesse parce qu'ils regardent Top Gear . ".

## Vie privée
Il épouse Janet Pike (née Baker) en mai 1995 sur l'île de Thanet. Il a une fille, une belle-fille et deux beaux-fils.